# Chiesa dei Santi Pietro e Paolo (Volpiano)
La chiesa dei Santi Pietro e Paolo è la parrocchiale di Volpiano, in città metropolitana ed arcidiocesi di Torino; fa parte del distretto pastorale Torino Nord.

## Storia
Nel 1003 le chiese della zona di Volpiano passarono sotto il controllo dell'abbazia di San Benigno di Fruttuaria e quindi non erano dipendenti da alcun vescovo; tuttavia, non si sa se prima di tale data l'area volpianese fosse aggregata all'arcidiocesi di Torino oppure alla diocesi di Ivrea.
Sempre all'inizio del XI secolo sorse il primo nucleo della chiesa dei Santi Pietro e Paolo, fondata da San Guglielmo da Volpiano; l'edificio venne menzionato in un documento del 1014 dell'imperatore Enrico II il Santo.
In una bolla di papa Clemente IV datata 5 giugno 1265 s'apprende che la chiesa di Volpiano era formalmente inserita nella diocesi di Ivrea, anche se de facto dipendeva dall'abbazia di Fruttuaria; solo tra il 1576 e il 1570 ritornò sotto il diretto controllo del vescovo d'Ivrea.
Nel 1824 il presbiterio subì un intervento di ampliamento, in occasione del quale venne realizzato il coro e spostato l'altare maggiore.
La nuova parrocchiale fu iniziata nel 1857; venne portata a compimento nel 1880 e consacrata il 12 ottobre di quel medesimo anno.
Verso il 1960 furono restaurati il pavimento e le cappelle laterali e si aprirono due nuove finestre sulla parete sinistra; in quello stesso periodo si procedette pure al ripristino delle decorazioni color oro.
Nel 2018 la facciata venne respinta e il tetto rifatto.

## Descrizione

### Facciata
La facciata della chiesa, che è a salienti, è spartita orizzontalmente da alcune cornici marcapiano, mentre verticalmente è tripartita da quattro lesene, sopra le quali sono presenti de' pinnacoli; nella parte centrale vi sono il portale d'ingresso strombato caratterizzato da una lunetta a sesto acuto decorata a mosaico e sovrastato dal rosone e da due finestre oppilate, sopra i quali si apre una nicchia ospitante una statua avente come soggetto la Vergine con Bambino, mentre nelle due parti laterali ci sono due alte finestre a sesto acuto.

### Interno
L'interno della chiesa è spartito in tre navate suddivise in otto campate; le ultime due campate costituiscono il presbiterio, rialzato di due gradini nella prima delle due e di ulteriori due nella seconda e a sia volta chiuso dall'abside, che presenta due finestre le cui vetrate raffigurano i santi Pietro e Paolo.
La decorazione pittorica è opera di Luigi Morgari, Enrico Reffo e Defendente Ferrari.

### Campanile
Il campanile, suddiviso in cinque ordini da cornici marcapiano, presenta nel secondo registro due finestrelle di forma circolare, nel terzo alcune finestre con archi a tutto sesto, alcune delle quali sono chiuse, nel quarto una bifora per lato e nel quinto, ovvero la cella campanaria, un orologio ed una monofora per lato; è coronato dalla cuspide di forma esagonale.